# Carex turumiquirensis
Carex turumiquirensis är en halvgräsart som beskrevs av Julian Alfred Steyermark. Carex turumiquirensis ingår i släktet starrar, och familjen halvgräs. Inga underarter finns listade i Catalogue of Life.